# نويل فيرغسون
نويل فيرغسون (6 ديسمبر 1927 - 31 أكتوبر 2007) (بالإنجليزية: Noel Ferguson)‏ هو لاعب كريكت بريطاني. شارك مع منتخب أيرلندا للكريكت.